# Guerra de anchos en el Reino Unido

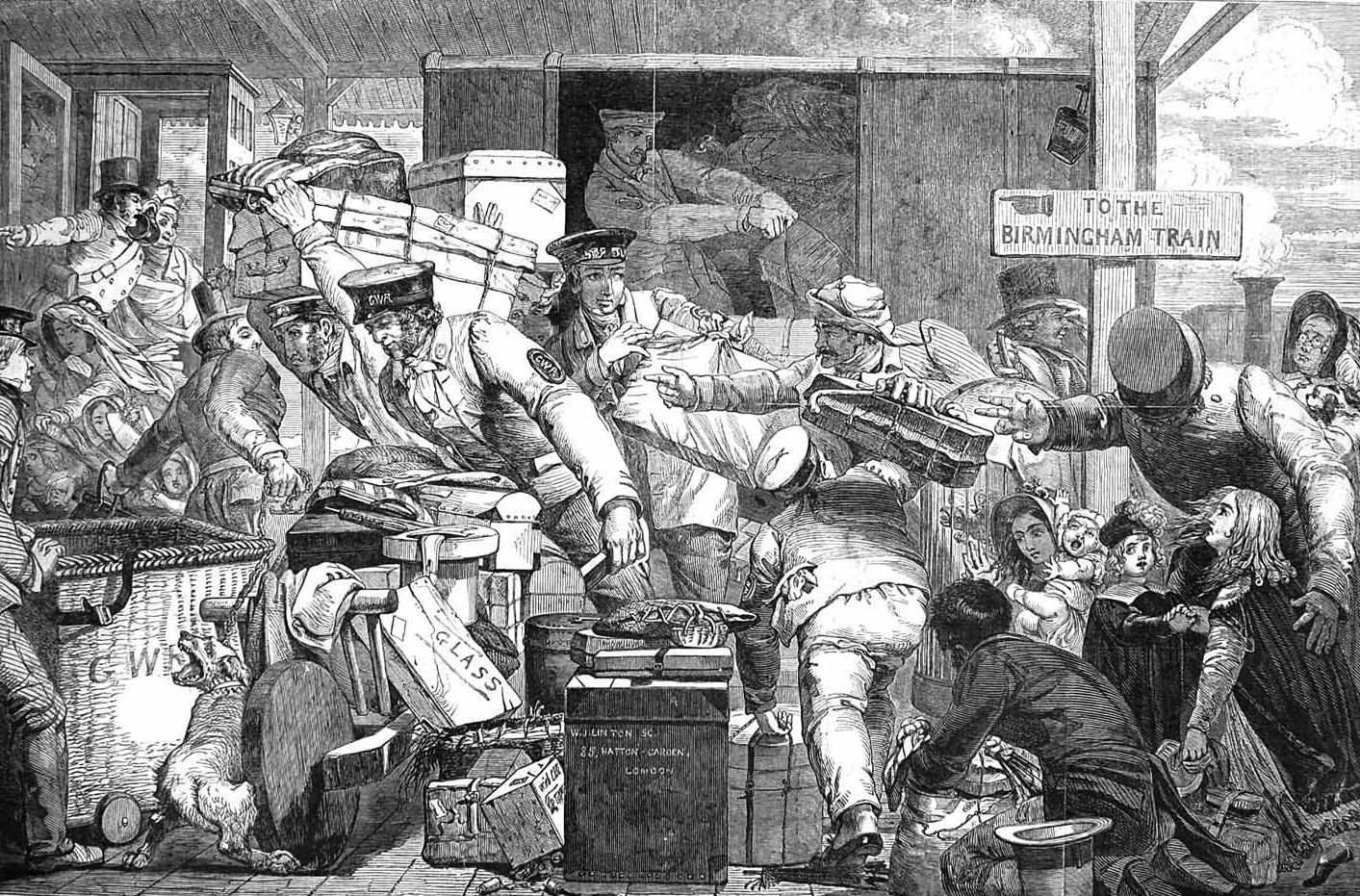
Una caricatura que representa los "horrores de la transferencia de equipajes" motivado por la discontinuidad del ancho de vía en Gloucester (1843)

El término guerra de anchos en el Reino Unido se utiliza para denominar al período de intensa competencia que se produjo en el siglo XIX para controlar nuevos territorios, librada entre empresas ferroviarias en expansión en Gran Bretaña. La contienda por imponer un determinado ancho de vía como estándar tenía como telón de fondo el interés de las empresas y de sus accionistas en controlar o dominar los ingresos generados por el transporte de viajeros y de mercancías ligado a la actividad comercial.
Podría decirse que la guerra de anchos fue la primera guerra de formatos entre dos tecnologías similares pero incompatibles.

## Orígenes
El Great Western Railway adoptó desde el principio unas vías de gran ancho (7 pies 1/4 plg (2140 mm)), mientras que las empresas ferroviarias competidoras adoptaron el ancho de 1435 mm (4' 81/2") utilizado por George Stephenson, que con el paso del tiempo llegaría a convertirse en el ancho internacional estándar. A medida que las empresas ferroviarias buscaban expandirse comercial y geográficamente, deseaban dominar áreas del país, con la esperanza de excluir a sus competidores. Las redes se polarizaron en grupos de empresas de vía ancha y de empresas de vía estrecha. El término "vía estrecha" en ese momento se refería al ancho de 1435 mm (4' 81/2"), así como a cualquier tamaño más pequeño que la vía ancha de Brunel, mientras que actualmente solo se denomina ferrocarriles de vía estrecha a aquellos con anchos de vía menores que 1435 mm.
Las propuestas de nuevas líneas ferroviarias requerían una autorización mediante la tramitación de una Ley del Parlamento, que generalmente estipulaba su ancho de vía. Cuando se promovía una línea independiente, el ancho de vía utilizado alineaba irremediablemente a la empresa promotora con las compañías de vía ancha o con las de vía estrecha. El éxito de una red y el fracaso de la otra a menudo implicaban la captura y pérdida, respectivamente, de territorio mucho más allá de la línea objeto de la propuesta.

## Resolución
Un sistema ferroviario con dos anchos de vía sufría la ineficiencia motivada por la incompatibilidad del material rodante, que no podía circular por vías de diferente ancho que las suyas propias, lo que obligaba a costosos transbordos de viajeros y especialmente de mercancías. Se propusieron varias alternativas al mencionado transbordo en la primera era de los ferrocarriles,: 202–203  incluidos los ejes sobre carretones, los portavagones, la vía de ancho mixto e incluso la contenerización o los ejes de ancho variable. Sin embargo, estas opciones en realidad no se emplearon durante la guerra de anchos en la década de 1840, lo que se tradujo en la realización sistemática de ineficientes transbordos entre trenes de distintos anchos.: 202–203  Brunel había considerado una forma temprana de contenerización, y en su cuaderno de bocetos del 10 de julio de 1845 incluyó un dibujo de un polipasto para transbordar los cuerpos de los vagones desde bastidores de vía ancha a otros de vía estrecha.: 153  Tres meses después, se hizo referencia a este método en la declaración de Brunel ante la Comisión de Anchos de Vía del 25 de octubre de 1845.: 360–361 
Se creó una Comisión Real para estudiar el tema y redactar un informe con sus recomendaciones. El documento sirvió de base para la Ley Reguladora del Ancho de Ferrocarriles de 1846, que dispuso el empleo del ancho de vía estándar para todas las nuevas construcciones ferroviarias, excepto en el suroeste de Inglaterra y en ciertas líneas en Gales. Sin embargo, la construcción de nuevas líneas de vía ancha seguía siendo legal si una Ley del Parlamento autorizaba la correspondiente excepción para una nueva línea.: 202–203  Por lo tanto, la vía ancha continuó siendo de uso común en el Oeste de Inglaterra durante varias décadas más.

## Lecturas relacionadas
- E T MacDermot, History of the Great Western Railway, vol I, published by the Great Western Railway, London, 1927
- R A Williams, The London & South Western Railway, volume 1, David & Charles, Newton Abbot, 1968

- Datos: Q109534935